# Simena umbrifera
Simena umbrifera är en fjärilsart som beskrevs av William Schaus 1901. Simena umbrifera ingår i släktet Simena och familjen mätare. Inga underarter finns listade i Catalogue of Life.